# Less Than Hero
«Less Than Hero» (укр. «Менш, ніж герой») — четверта серія четвертого сезону анімаційного серіалу «Футурама», що вийшла в ефір у Північній Америці 2 березня 2003 року.
Автор сценарію: Рон Вайнер.
Режисер: Сюзан Діттер.
Прем'єра в Україні відбулася 6 жовтня 2007 року.

## Сюжет
Професор Фарнсворт отримує від шведської фірми «πKEA» (пародія на «IKEA») загадковий прилад під назвою «розгінний апарат». Зібравши його, Фрай і Ліла звертаються до Зойдберґа по засіб від болю в м'язах, і той прописує їм сумнівної якості «диво-крем», куплений у вуличного торговця. Після того, як розгінний апарат вибухає, професор доручає друзям відвезти уламки назад у магазин. По дорозі на Лілу і Фрая нападає грабіжник. Несподівано з'ясовується, що вони невразливі для лазерів і механічних ушкоджень. Повернувшись у «Міжпланетний експрес», Ліла ретельно вивчає пакунок з кремом і помічає на ньому напис «наділяє людей надзвичайними здібностями».
Разом із  Бендером друзі об'єднуються у команду супергероїв під назвою «Нова команда справедливості». Фрай бере собі псевдонім «Капітан Вчора» (його костюм імітує моду 1970-х років, Ліла — «Стусанорелла», а Бендер — «Суперкороль». Крем наділяє Фрая і Лілу різноманітними надзвичайними здібностями (суперсилою, супершвидкістю, невразливістю), на Бендера ж крем не діє, але він і без того має велику фізичну силу і може витягати руки на велику довжину. 
Наступного дня Ліла відвідує мера Нового Нью-Йорка і отримує перепустки для своїх батьків-мутантів, щоби провести з ним день на поверхні. Саме в цей час мер отримує телефонний дзвінок, в якому повідомляють про злочинну загрозу. Мер намагається викликати Команду справедливості, і трійці доводиться зникнути з офіса під різними приводами: Ліла говорить, що в її квартирі сталася пожежа, Бендер — що запізнюється на вступні на юрфак, а Фрай імітує самогубство, викинувшись із вікна, проте миттю влетівши в інше, вже в образі супергероя. 
Мер повідомляє команді завдання: наступного дня о 9 годині ранку безцінний Квантовий Смарагд має бути викрадений з Природничого музею. Здійснити крадіжку намірявся небезпечний антигерой на ім'я Зоопарк — злочинець, якому допомагають дресировані тварини, серед них борсук із темним минулим, якому нема чого втрачати, слон, який ніколи не забуває… вбивати, і краб на прізвисько Лакі (він же Громадянин Щип).
Ліла призначає батькам побачення в тому самому музеї на 10 годину ранку. Але її задум руйнує Зоопарк, який прибуває на пограбування з запізненням. Новій команді справедливості вдається зупинити грабіж, хоча і ціною тяжких матеріальних збитків (які, проте, є меншими за вартість смарагда). Батьки Ліли, впевнені, що дочка не прийшла на побаченні, оскільки соромиться їх (утім, це їх особливо не засмучує), ідуть геть саме в той момент, коли Ліла, змінивши костюм супергероїні на звичайний одяг, вибігає зустріти їх.
Ліла відвідує батьків удома. Прикро вражена тим, що вони вважають, ніби дочка соромиться їх, Ліла розказує їм, що є супергероїнею. Вона бере з батьків обіцянку нікому не розкривати її таємницю, але батько Морріс розповідає своїм друзям, і чутка швидко розходиться. Незабаром Зоопарк виходить на зв'язок з «Міжпланетним експресом» і повідомляє, що викрав батьків Ліли і вимагає Квантовий Смарагд як викуп.
Не маючи іншого вибору Нова команда справедливості вирішує викрасти смарагд. На жаль у них саме скінчився диво-крем, отже грабіж доводиться здійснювати без залучення надзвичайних здібностей. На щастя, ніхто, крім них, про це не знає, і план вдається. Зоопарк звільняє батьків Ліли і зникає разом зі смарагдом. Серія завершується пропозицію Бендера вкрасти ще щось, поки вони в костюмах супергероїв, на яку Фрай не вагаючись погоджується.

## Послідовність дії
Пристрій, який дозволяє піраньям Зоопарка ходити по землі, був винайдений і презентований професором Вернстромом у серії «A Big Piece of Garbage». Режисер обох серій — Сюзан Діттер.

## Пародії, алюзії, цікаві факти
- Серія пародіює численні комікси, фільми і серіали про супергероїв: зокрема телесеріал 1960-х років «Бетмен».
- Сцена, в якій Ліла драматичним жестом розриває на собі одяг, під яким виявляється костюм супергероїні (а згодом під ним — іще один шар одягу) нагадує перетворення Кларка Кента на Супермена.
- «Геройське» ім'я Ліли «Стусанорелла» (англ. Clobberella) пародіює Барбареллу — персонажа однойменних коміксів і художнього фільму.
- Одна з надзвичайних здібностей, яку має дати диво-крем, — здатність керувати морськими тваринами — відсилає до ще одного персонажа коміксів — Аквамена. Втім, ця здібність так і не проявляється (Фрай кричить: «Зойдберґ, бігом сюди!», на що Зойдберґ здалеку відповідає: «Та пішов ти!»)
- В сцені, де Бендер б'ється з кенгуру, на екрані з'являється вигук робота «01001010», що у двійковій системі відповідає літері «J».
- Маленький робот Ендрю, за допомогою якого вуличний грабіжник нападає на Лілу і Фрая, за початковим проектом серіалу мав бути «Кишеньковим кумплем» (англ. Pocket Pal), симпатичним і надокучливим напарником Бендера, який зводив би його з розуму.

## Особливості українського перекладу
- Телефонна компанія, за допомогою якої Ліла дзвонить батькам, має назву «ВідходиКом» (англ. SewerCom).
- Коли Гермес питає Лілу, чи не може вона дістати йому ліцензію на вбивство, та перепитує, імітуючи його акцент: «Голілуць ци зі зброєю?»
- Після збирання розгінного апарата, Ліла каже: «У мене все тіло болить, ніби я билася десять раундів з братами Кличками ».